# Цзюй Сяовэнь
Цзюй Сяовэнь (кит. упр. 雎曉雯, пиньинь Jū Xiǎowén; род. 19 мая 1989, Сиань) — китайская топ-модель.
Родилась в 1989 году в городе Сиань. В модельном бизнесе с раннего возраста, первый контракт подписала в 2010 году в  Китае с модельным агентством IMG Models.

## Карьера
Впервые снялась для обложки журнала в мае 2010 года вместе с другими топовыми китайскими моделями для китайского издания Harper's Bazaar.
На большом подиуме дебютировала в Нью-Йорке в 2011 году на неделе высокой моды. В 2011 году дефилировала для Shiatzy Chen, Phillip Lim, Calvin Klein, DKNY, Emanuel Ungaro, Hermès, Louis Vuitton, Prada, Rochas и Thierry Mugler. По итогам 2011 года стала одной из самых востребованных китайских моделей, вместе с Мин Си и Шу Пей.
В 2012 году сотрудничала с модными домами Hermès, Jill Stuart, Jonathan Saunders, Louis Vuitton, Marc Jacobs и другими вместе с тем снялась в рекламных роликах для Adidas, Dior, Kenzo, Lane Crawford и Marc Jacobs, став первой моделью азиатского происхождения ставшей лицом модного дома Marc Jacobs.
Снялась для обложек журналов Vogue China,Vogue Italia и Numero China.
В различное время принимала участие в показах: Schiaparelli, Kenzo, Hermès, Esteban Cortazar, Christophe Lemaire, Chloe, Nina Ricci, Giambattista Valli, DKNY, Fendi, DSquared2, Max Mara, Jil Sander, Marni, Tom Ford, Burberry, Chanel, Maiyet, Lanvin, Fendi, Roberto Cavalli, Blumarine, Trussardi, Valentino, Oscar de la Renta, Vera Wang, Calvin Klein, Sonia Rykiel и другие
В 2016 и 2017 годах была приглашена на итоговый показ компании Victoria’s Secret. Дебют в 2016 году сделал ее пятой китайской моделью приглашенной на итоговый показ Victoria’s Secret, перед ней на нем дефилировали китаянки Лю Вэнь, Суи Хэ, Шу Пей и Мин Си.